# Monumentos artísticos de México
Monumentos artísticos de México es una denominación otorgada por la Ley Federal sobre Monumentos y Zonas Arqueológicos, Artísticos e Históricos de México, para artistas o parte de su obra, por su valor estético, así como su representatividad, innovación e interés nacional. Los artistas que han sido declarados artistas patrimoniales o monumentos artísticos, son: José María Velasco, Diego Rivera, José Clemente Orozco, Gerardo Murillo "Dr. Atl", David Alfaro Siqueiros, Frida Kahlo, Saturnino Herrán, Remedios Varo, María Izquierdo y Octavio Paz.

## Proceso
Es una facultad del Presidente de la república mexicana, así como de la Secretaría de Cultura, el declarar a un artista o parte de su obra como perteneciente a los monumentos artísticos de México. Esta decisión tiene un marco jurídico que considera a la Constitución Política de los Estados Unidos Mexicanos, las leyes del Instituto Nacional de Bellas Artes y Literatura (INBAL), las leyes aduaneras, la Ley Federal de Derecho de Autor y la Ley Federal sobre Monumentos y Zonas Arqueológicos, Artísticos e Históricos.
La declaratoria obliga a la conservación, preservación y resguardo de las obras; así como a su registro ante las autoridades. Esto independientemente si se trate de piezas que pertenecen a colecciones particulares o públicas. Las personas o instituciones que posean y resguarden obra de algún artista patrimonial, tendrá que rendir cuentas ante el INBA sobre el estado de conservación y la localización de las piezas. A su vez, el INBA deberá otorgar asesorías y las normativas de restauración.
Para establecer la idoneidad de un artista u obra, para convertirse en patrimonio o monumento artístico, debe de cumplir alguna de las siguientes características:
- Representatividad
- Inserción dentro de una corriente estilística determinada
- Poseer un grado de innovación en las técnicas y materiales empleados

Por otro lado, hay algunos aspectos que descartan a obras y artistas para ser monumentos artísticos, como ser un artista vivo, o las obras de artistas extranjeros que aun viviendo en México no hayan realizado las obras dentro del territorio (sólo serán consideradas las piezas realizadas dentro del país).
Asimismo, se podrán considerar piezas de autores anónimos o desconocidos, y la declaratoria puede considerar toda la obra de un autor o autora, o también una parte de la obra.
En México, sólo se han emitido 10 declaratorias de artistas patrimoniales, para un escritor y nueve artistas plásticos: José María Velasco, Diego Rivera, José Clemente Orozco, Gerardo Murillo "Dr. Atl", David Alfaro Siqueiros, Frida Kahlo, Saturnino Herrán, Remedios Varo, María Izquierdo y Octavio Paz.

## Monumentos artísticos del Instituto Nacional de Bellas Artes
En México, son considerados artistas patrimoniales y monumentos artísticos, aquellos que catalizan con su obra la identidad nacional.
El Instituto Nacional de Bellas Artes (INBA) posee, en su acervo y museos, alrededor de 64,000 piezas, de las cuales 2,200 han sido catalogadas como Monumento artístico, a la fecha de 2011. De dichas piezas, 194 corresponden a la obra de José Mará Velasco; 273 a las obras de Diego Rivera; 1046 de José Clemente Orozco; 247 a las piezas de Gerardo Murillo "Dr. Atl", 322 a las obras de David Alfaro Siqueiros, 7 obras de Frida Kahlo, 73 obras de Saturnino Herrán, 39 obras de Remedios Varo y 17 piezas de María Izquierdo.

## Artistas patrimoniales de México

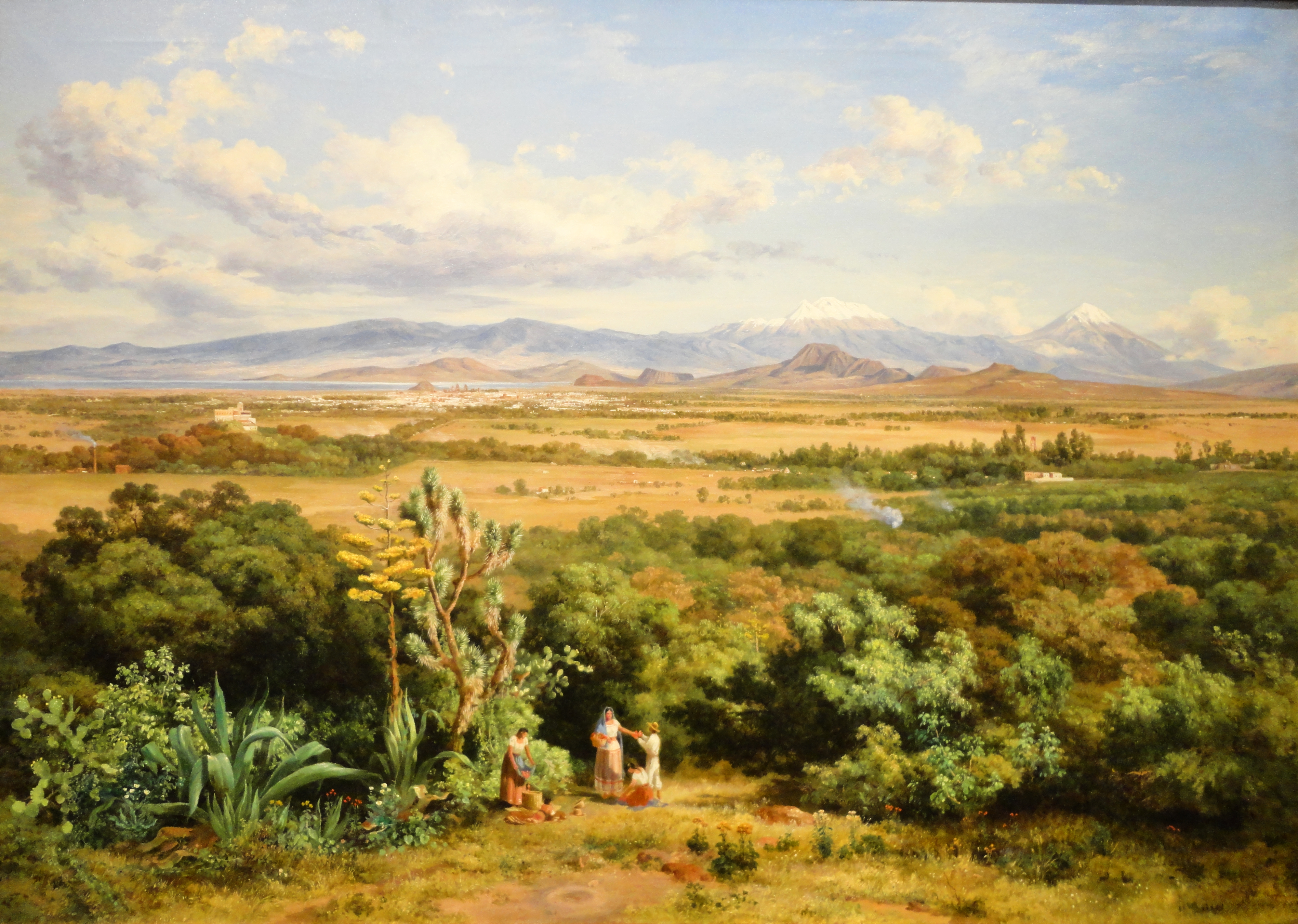
Valle de México (1888), de José María Velasco

### José María Velasco
Fue declarado monumento histórico el 8 de enero de 1943. En la declaratoria se decretó que a partir de ese momento, toda la obra de José María Velasco sería un monumento histórico.
Es considerado artista monumento histórico y artístico, por la forma en que plasmó la naturaleza mexicana en sus paisajes. Se considera que la obra es majestuosa, con equilibrio entre los elementos técnicos y el discurso. Sus obras más conocidas son Valle de México desde el río de los Morales (1891), Valle de México desde el cerro del Tepeyac, Cañada de Metlac (1897), entre otras.

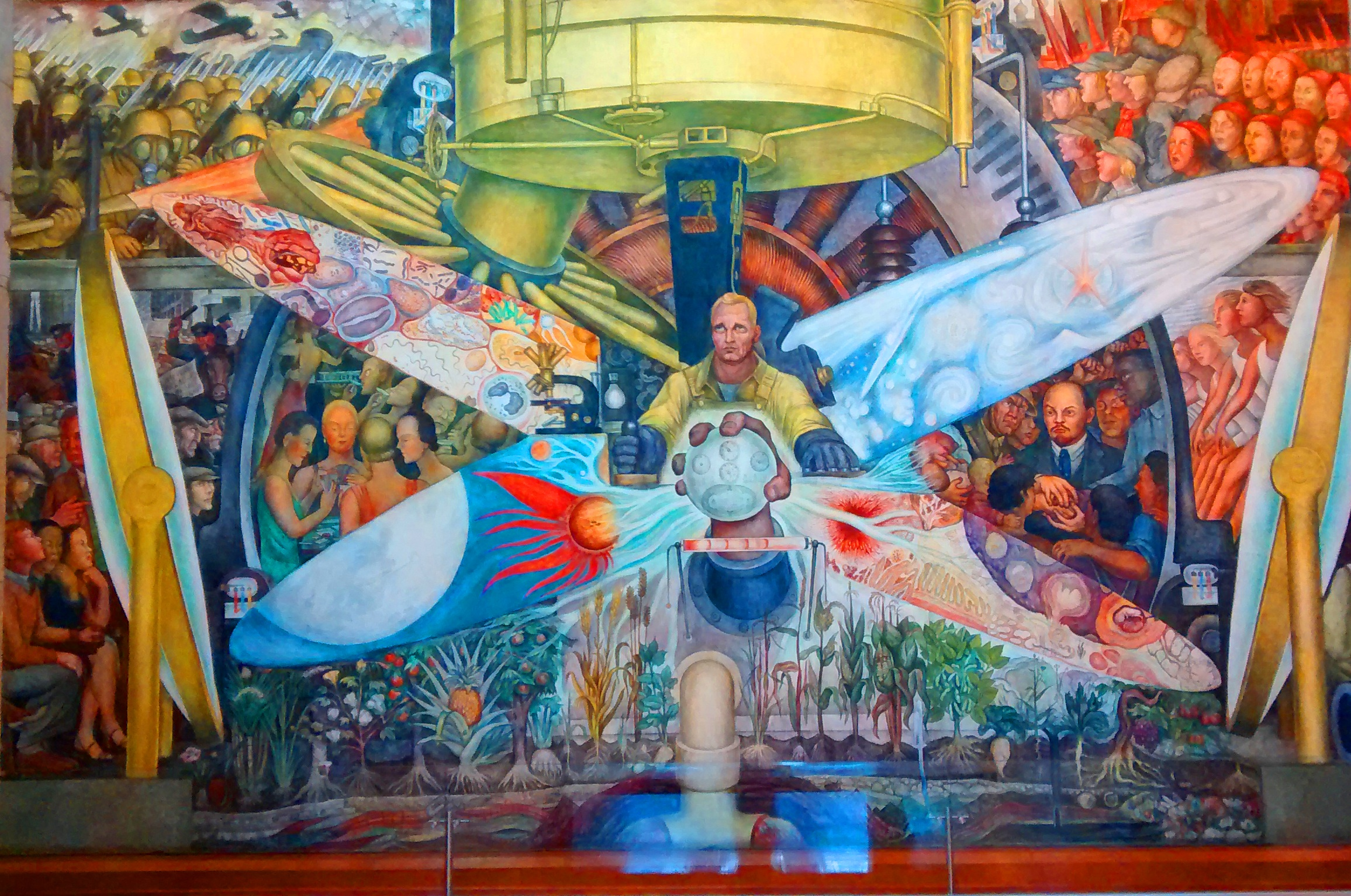
El hombre controlador del universo, de Diego Rivera, en el Palacio de Bellas Artes

### Diego Rivera
La obra de Diego Rivera fue declarada como monumento histórico, junto a la de José Clemente Orozco, el 15 de diciembre de 1959. En la declaratoria, avalada por el presidente Adolfo López Mateos, se lee: "DECRETO que declara monumentos históricos toda clase obras plásticas realizadas por los extintos pintores José Clemente Orozco y Diego Rivera." Esto por sus "méritos excepcionales".
Se considera a Rivera como una figura emblemático del arte mexicano, y especialmente del muralismo. Su obra refleja una búsqueda por la identidad nacional posrevolucionaria, retomando elementos comunes del país, como la cosmogonía prehispánica, la ideología proletaria y política. Algunas de sus obras son El hombre controlador del universo (1934), Sueño de una tarde dominical en la Alameda Central (1947), los mosaicos del estadio universitario de la UNAM, entre otros.

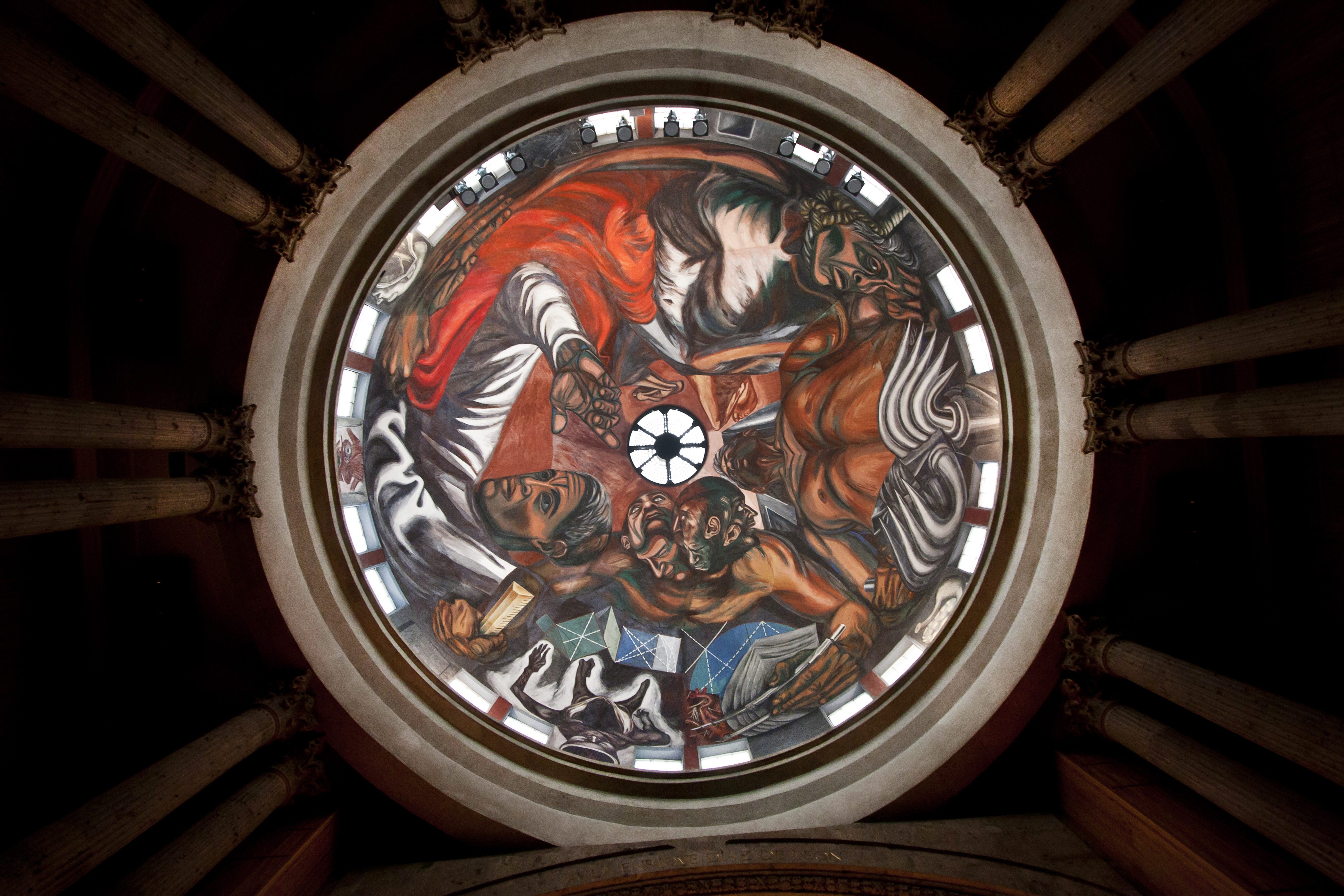
Cúpula del Paraninfo de la Universidad de Guadalajara, con un mural de José Clemente Orozco

### José Clemente Orozco
Fue declarado monumento histórico el 15 de diciembre de 1959, junto a la obra de Diego Rivera, por el presidente Adolfo López Mateos. En el decreto expedido en el Diario Oficial de la Federación, se señala que la obra de ambos muralistas tienen méritos excepcionales dentro de la plástica mexicana, y a partir de ese entonces, deberían tener una protección especial por parte del estado mexicano.
Se considera a Orozco como uno de los principales artistas del muralismo en México. En su obra logró expresar la 'epopeya lírica' a través del color y un sentido universal. Dentro de sus obras, destacan, Ominsciencia (1925), Las soldaderas (1926), Trinchera (1926), los murales del Hospicio Cabañas y el Palacio de Gobierno de Guadalajara.

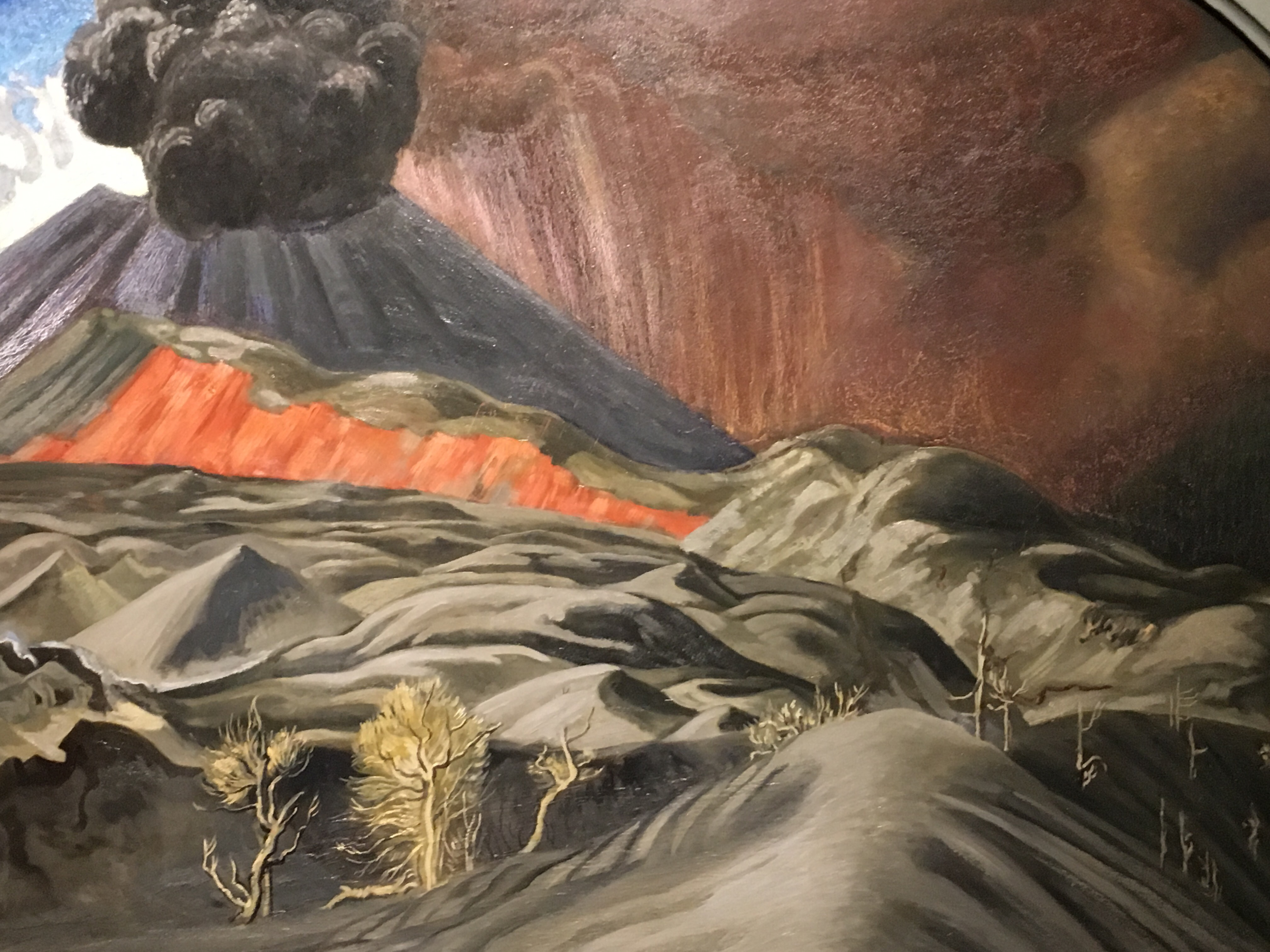
Detalle de Paricutín (1946), del Dr. Atl

### Dr. Atl
La obra pictórica y dibujística de Gerardo Murillo, más conocido como Dr. Atl, fue declarada monumento artístico el 26 de agosto de 1964, con el aval del presidente Adolfo López Mateos y la Comisión de Monumentos de la Secretaría de Educación Pública, como se estableció en el Diario Oficial de la Federación.
El Dr. Atl destaca como monumento artístico por su forma original en la que captó en su pintura, la naturaleza del paisaje mexicano, particularmente sus volcanes. Se considera que su obra es original por la perspectiva con la que capturó el paisaje desde las alturas, generando 'aeropaisajes'. Entre sus obras, se encuentran: Paisaje boscoso (1920), Nahui Ollin (1922), Paisaje con el Iztaccíhuatl (1932), Vista del Popocatépetl (1934), Erupción del Paricutín (1943), entre otras.

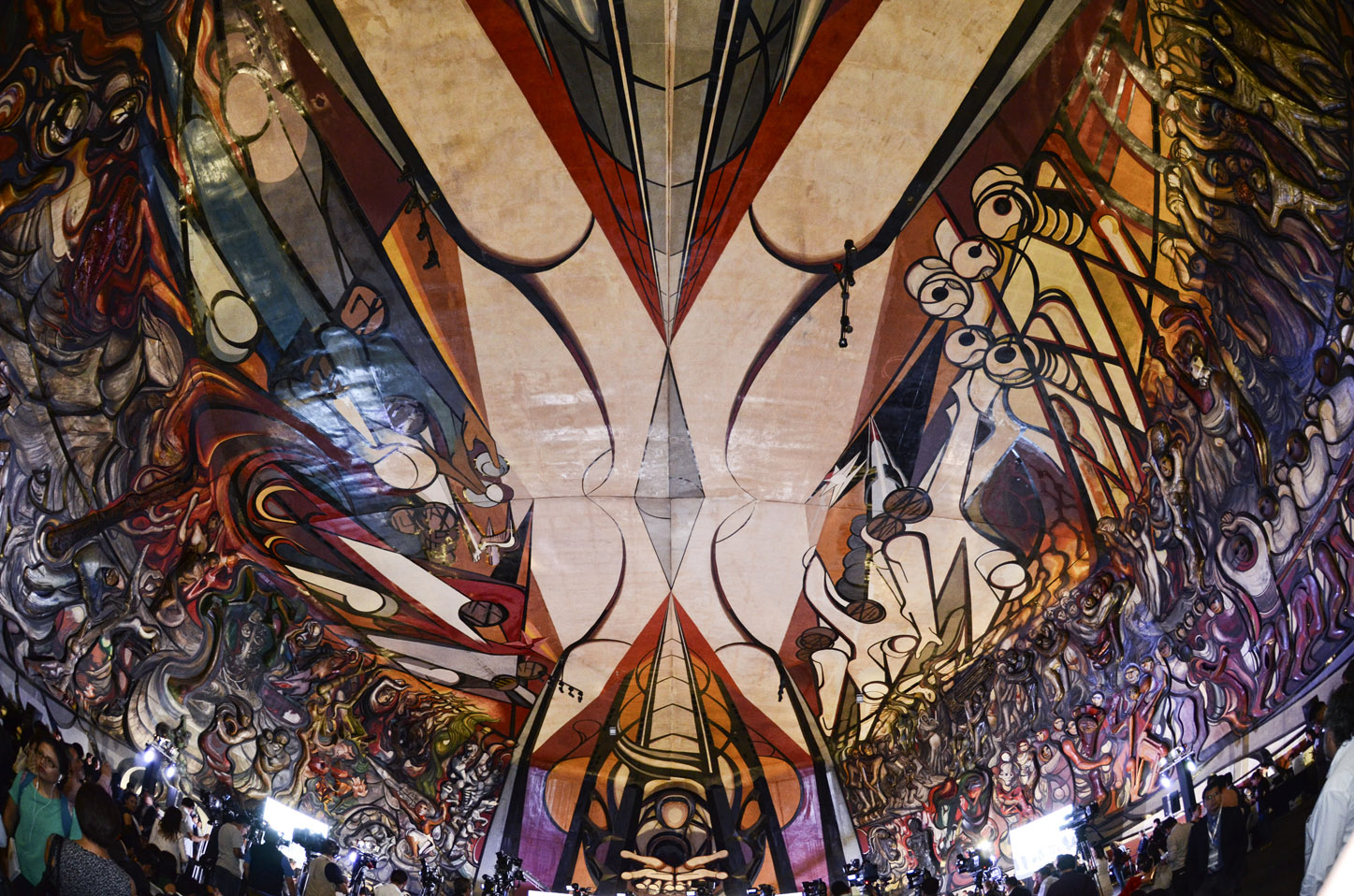
Panorámica interna de la La Marcha de la Humanidad, de Siqueiros

### David Alfaro Siqueiros
La obra de Siqueiros fue declarada monumento artístico el 18 de julio de 1980, durante el sexenio de José López Portillo, siendo considerada por la Comisión Nacional de Zonas y Monumentos Artísticos. Dentro del decreto se establece que: "Se declara monumento artístico nacional la totalidad de la obra del artista mexicano David Alfaro Siqueiros, incluyendo la de caballete, la obra gráfica, los murales y los documentos técnicos, sean de propiedad nacional o de particulares."
La obra de Siqueiros retrata una apología del progreso, la ciencia y su compromiso revolucionario. Sus murales son conocidos internacionalmente, tanto por su fuerza y contenido, como por las innovaciones técnicas que propuso, las cuales impactaron a todo el arte pictórico. Destacan sus obras: Eco del llanto (1937), Cuauhtémoc contra el mito (1944), Nacimiento del fascismo (1936-1945), Del porfiriato a la revolución (1957-1966), La Marcha de la humanidad, entre otros.

### Frida Kahlo
Toda la obra de Frida Kahlo, "incluyendo la obra de caballete, la obra gráfica, los grabados y los documentos técnicos", fue declarada Monumento artístico, el 18 de julio de 1984, en el sexenio de Miguel de la Madrid. En el Diario oficial de la federación se estableció que la obra de Frida Kahlo tenía un valor estético, así como un reconocimiento por parte de la comunidad artística del país; por lo que la obra a partir de ese momento gozaba de una protección y distinción por parte del estado mexicano.
Se considera la obra de Kahlo como una de las más destacadas y originales de México. Es reconocida por sus autorretratos, paisajes y representación de diversos personajes de la época. Su obra logra retratar la vida cotidiana, costumbres y raíces del arte popular. Dentro de sus obras, son de especial importancia Las dos Fridas (1939), Diego en mi pensamiento (1943), La columna rota (1944), Viva la Vida (1945), entre otros.

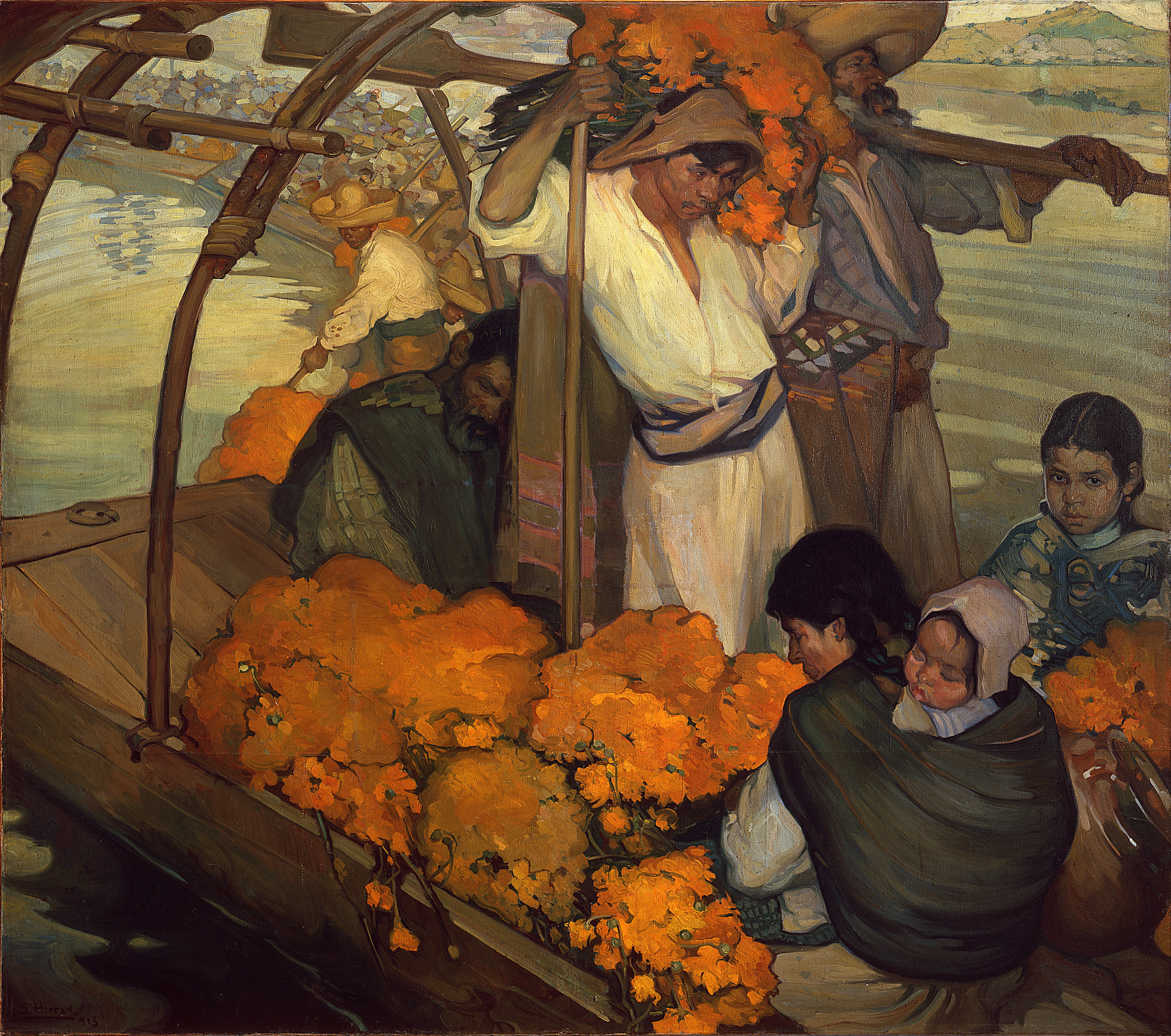
La ofrenda, de Saturnino Herrán

### Saturnino Herrán
La obra pictórica de Saturnino Herrán fue declarada Monumento artístico, el 30 de noviembre de 1988, durante el sexenio del presidente Miguel de la Madrid. Se decretó como Monumento artístico a toda su obra, independientemente del registro de propiedad de la misma. En la declaratoria se establece:
Que Saturnino Herrán (1887-1918) conjugó en su obra, con un alto valor estético, el tratamiento de los aspectos costumbristas de la vida mexicana, para dejar plasmados en lienzos fundamentales el ser y origen del México moderno;
Que la plástica de Saturnino Herrán es reconocida como el antecedente directo del muralismo mexicano, en tanto que muestra una preocupación permanente por valorar los elementos sociales y étnicos que componen la identidad nacional;

Que las calidades estéticas presentes en la obra plástica del artista referido se caracterizan por una auténtica postura nacionalista, un afán revolucionario sustentado en una clara visión de las condiciones de su momento histórico, y por una voluntad de coadyuvar al desarrollo de la cultura mexicana [...]

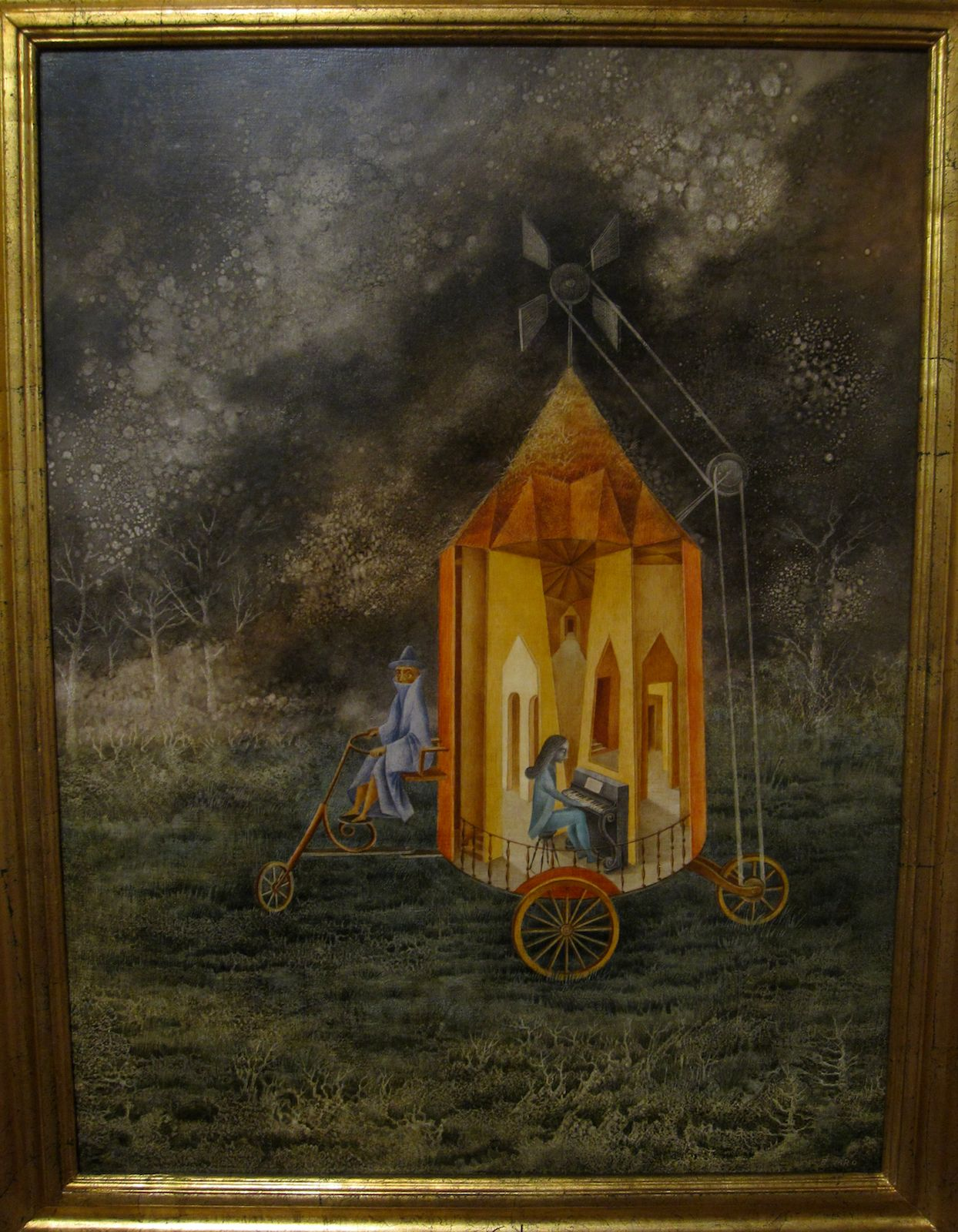
Roulotte, de Remedios Varo

### Remedios Varo
El 26 de diciembre de 2001, se estableció como Monumento artístico las obras creadas y producidas por Remedios Varo Uranga, a través de un decreto publicado en el Diario oficial de la federación, y decretado a partir de la decisión del Instituto Nacional de Bellas Artes y Literatura. En el texto se señala que Remedios Varo, aunque nació en el extranjero, hizo de México su patria y hogar, en el que desarrolló y consolidó su obra artística. Asimismo se señala que:
[...] la obra plástica de Remedios Varo forma parte fundamental de la historia del arte mexicano del siglo XX, ya que su mensaje estético evidencia la capacidad de diálogo e integración de la cultura mexicana con el resto de las culturas de occidente, de las cuales la artista fue receptora durante su formación temprana en Europa [...]
Asimismo, se hace hincapié en que 38 piezas de Remedos Varo se pusieron en comodato en el Museo de Arte Moderno (MAM), del INBA.

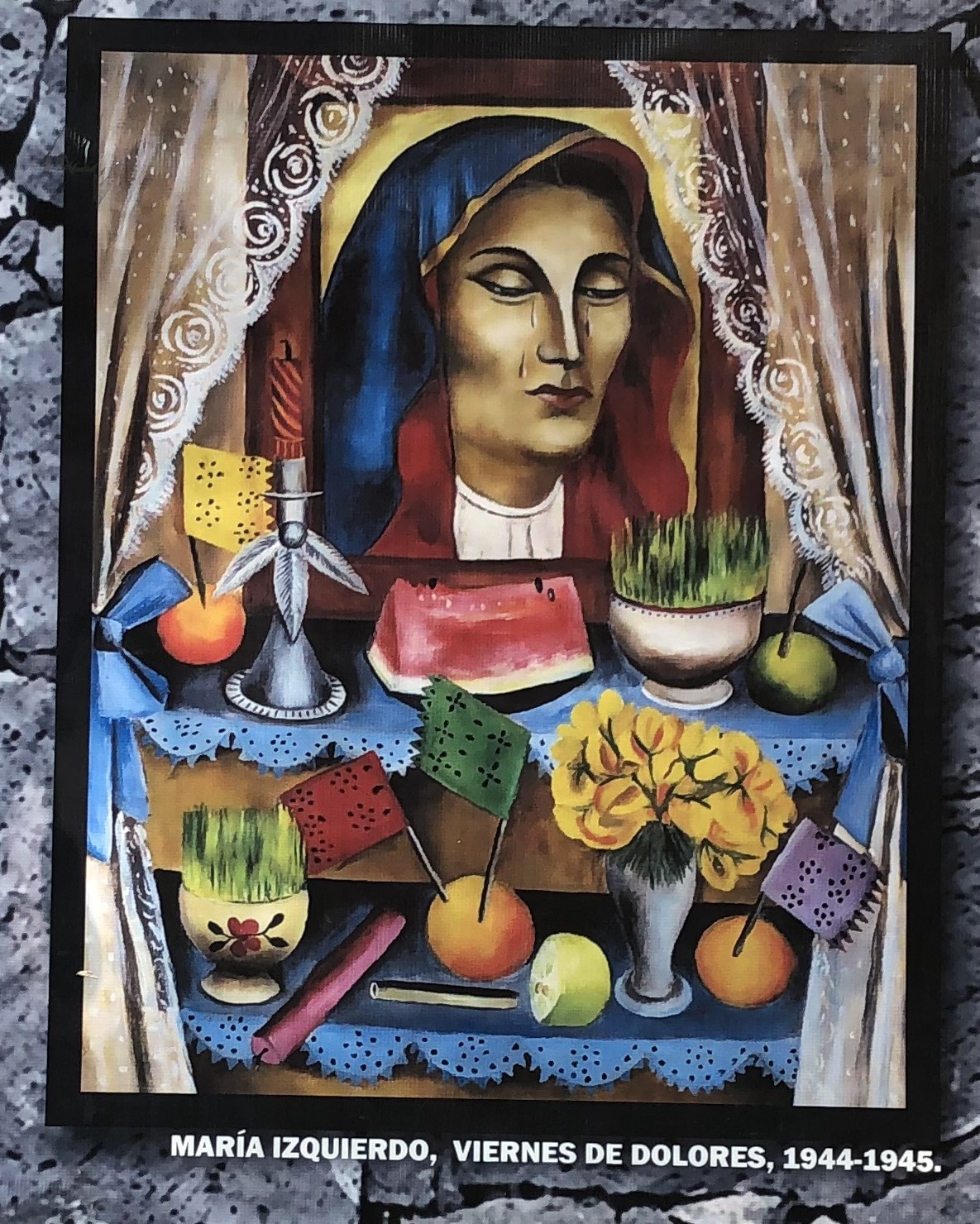
Reproducción de Viernes de Dolores, de María Izquierdo

### María Izquierdo
La obra pictórica de María Izquierdo fue decretada como Monumento artístico el 24 de octubre de 2002, en el Diario oficial de la federación, durante la administración de Reyes Tamez Guerra en la Secretaría de Educación Pública. En el documento de decreto se establece que María Izquierdo tuvo un papel relevante para el establecimiento de los lenguajes artísticos de México, y su figura es considerada como la primera mujer artista mexicana en alcanzar reconocimiento internacional, con lo que pude exponer en Sudamérica, París y Estados Unidos. Asimismo indica:
Que su trabajo prolífico, fue reconocido por los principales escritores, poetas y críticos que vieron en ella un alto exponente de la plástica mexicana;
Que su pintura parece encarnar, plenamente, los adjetivos de mexicanidad genuina y profunda que le atribuye la historiografía del arte en México, y

Que la Comisión Nacional de Zonas y Monumentos Artísticos, en sesión celebrada el día 4 de junio de 2002, por unanimidad de sus integrantes opinó a favor de que todas las obras de la pintora mexicana María Izquierdo, sean declaradas monumentos artísticos [...]

### Octavio Paz
El 13 de agosto de 2018, la Comisión Nacional de Zonas y Monumentos Artísticos, decidió que los objetos y bienes del acervo personal de Octavio Paz serían considerados parte los Monumentos artísticos de la nación, por su valor estético. El acervo de Paz corresponde a:
[...] cualquier formato o soporte, consistente en papeles, documentos y correspondencia privada, así como manuscritos y mecanuscritos de sus poemas, ensayos, artículos periodísticos, traducciones, fotografías y archivo bibliográfico [...]
El 5 de octubre de 2018 se publicó el decreto en el cual se establecía que el acervo personal de Octavio Paz sería un Monumento artístico.